# Леопольд, Карл Густав аф
Карл Густав аф Леопольд, также Карл Густаф Леопольд (швед. Carl Gustaf af Leopold; крещен 3 апреля 1756 — 9 ноября 1829) — шведский поэт, глава так называемой классической школы. Кроме многочисленных од и песен, он написал трагедии «Oden eller Asarnes utvandring» (1790) и «Virginia» (1799).

## Источник
- Леопольд, Карл Густав // Энциклопедический словарь Брокгауза и Ефрона : в 86 т. (82 т. и 4 доп.). — СПб., 1890—1907.